# 佩纳斯站
佩纳斯火车站是南威尔士格拉摩根谷佩纳斯镇的一座火车站。是英国全国铁路佩纳斯支线的终点站，位于科根枢纽站以南，距离卡迪夫中央站以南2.84英里。 
佩纳斯支线从科根枢纽站延伸至比格利斯枢纽站，线路全长5.84英里 ，并在1968年5月4日运行全线最后一列旅客列车，随后佩纳斯至彭斯区间正式关闭，佩纳斯成为新的终点站运行至今。